# Independence Stadium (Bakau)
Ne doit pas être confondu avec Independence Stadium (Shreveport) ou Independence Stadium (Windhoek).
L'Independence Stadium, également connu sous le nom de Gambia Banjul Football-Stadium, est un stade omnisports gambien (servant principalement pour le football) situé dans la ville de Bakau. Le stade, doté d'une capacité de 25 000 places et inauguré en 1984, sert de domicile pour l'équipe de Gambie de football, ainsi que pour l'équipe de football du Wallidan Football Club.
Le stade sert aussi pour des concerts (Youssou N'Dour y a donné un concert géant), meetings politiques et célébrations nationales.

## Histoire
Le stade ouvre ses portes en 1984, pour un coût total de construction de 29 millions $. Il est inauguré le 13 novembre 1984 lors d'un match nul 1-1 entre le Hawks FC et les Starlight Gunners.
Le 22 juillet 2004, des chefs d'État et des dignitaires de plusieurs nations africaines et le premier ministre taïwanais Yu Shyi-kun assistent à un grand défilé pour marquer le 10e anniversaire de l'accession au pouvoir du président Yahya Jammeh.

### Lifeline Expedition
En juin 2006, Andrew Hawkins (un descendant du premier marchand anglais d'esclaves, Sir John Hawkins) et 20 membres de l'organisation caritative chrétienne Lifeline Expedition se sont agenouillés au milieu du stade enchaînés devant 25 000 personnes pour demander pardon pour l'implication de son ancêtre dans la traite des esclaves.
La vice-présidente Isatou Njie-Saidy lève symboliquement les chaînes dans un esprit de réconciliation et de pardon,.

## Galerie

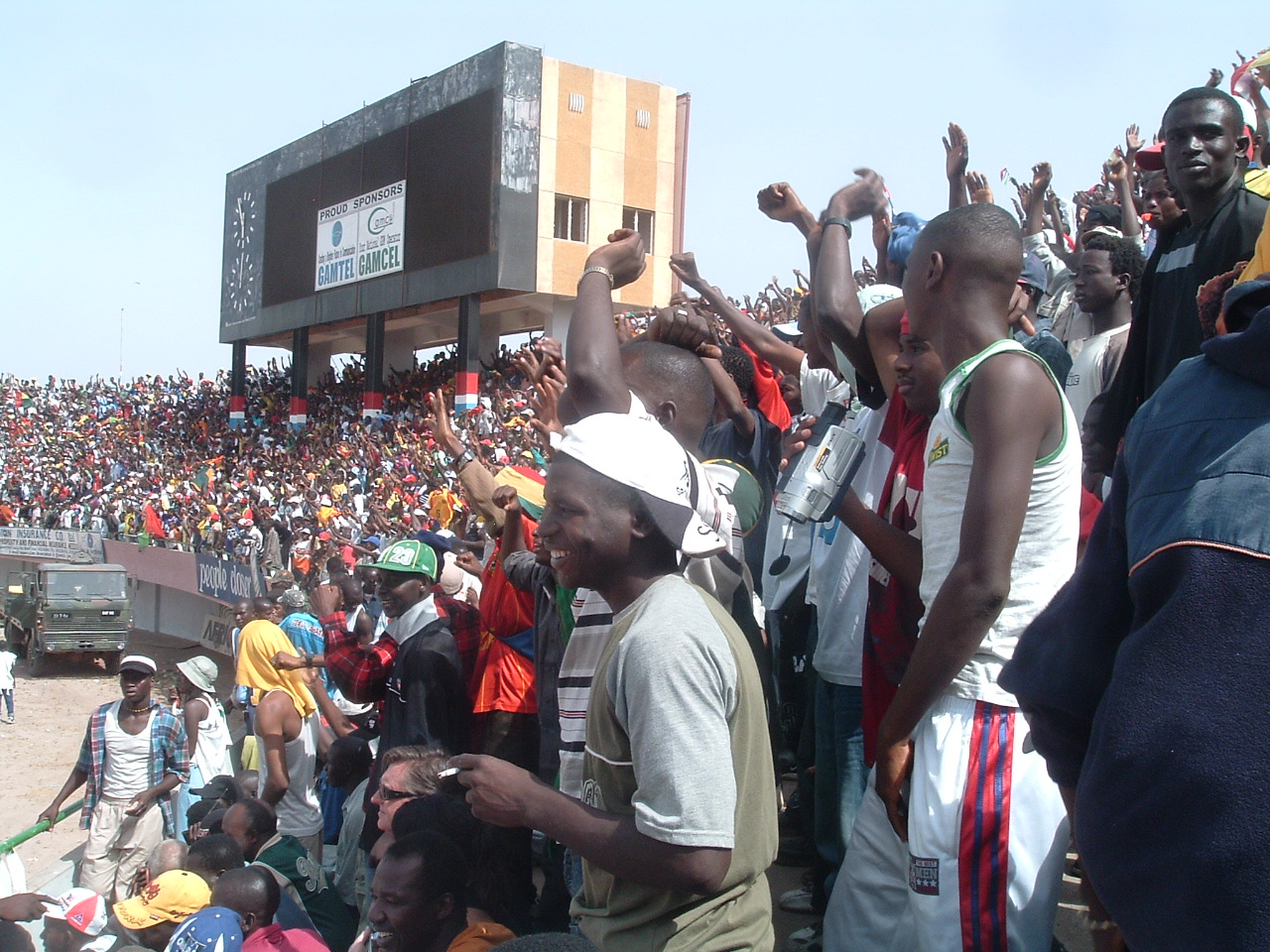
Match entre la Gambie et la Guinée à l'Independence Stadium
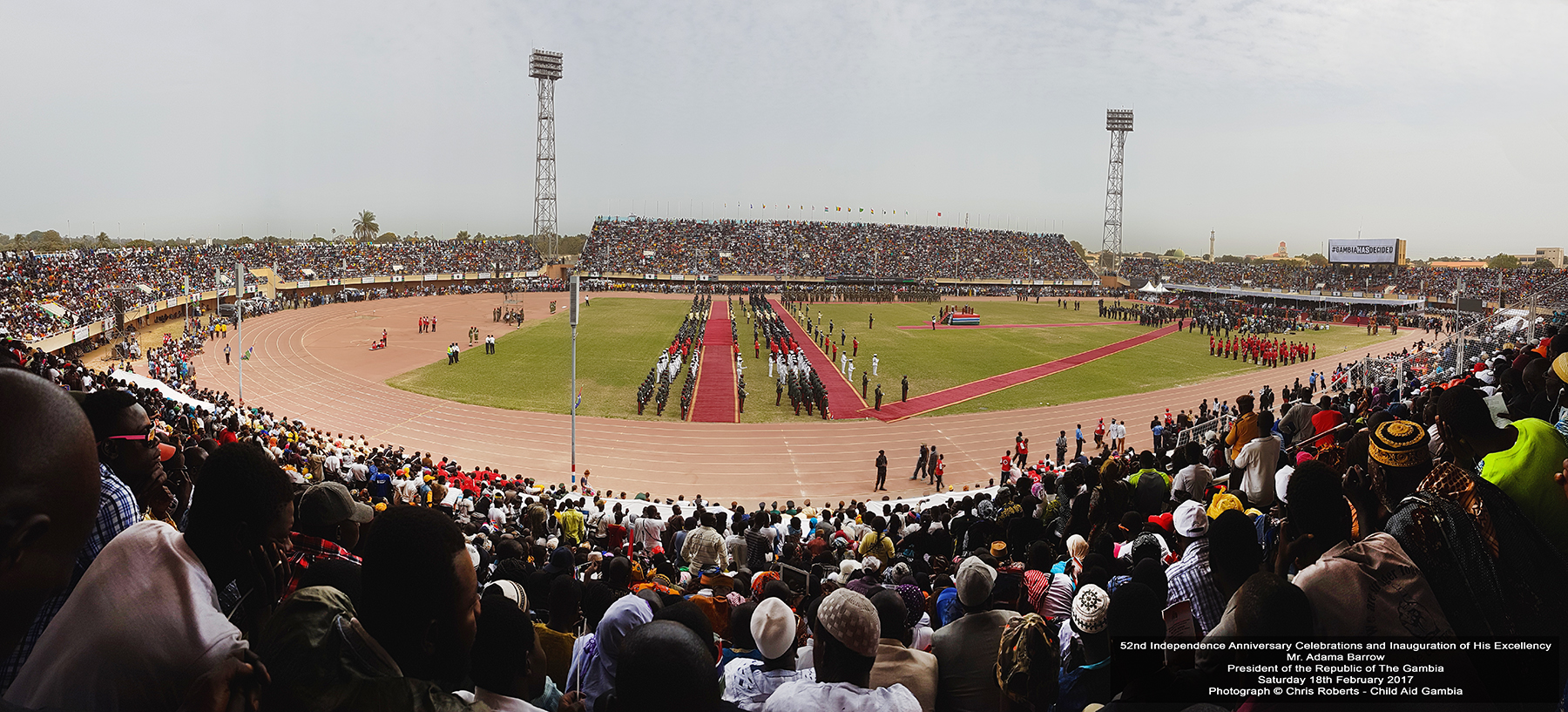
Célébration du 52e anniversaire de l'indépendance du pays et investiture du président de la République de Gambie Adama Barrow